# Шалені пасажири

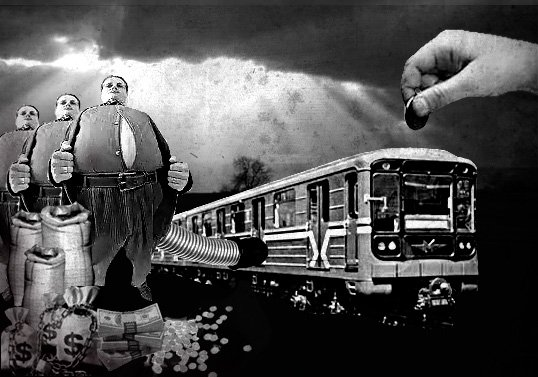
Плакат акції «Шалені пасажири» зроблений Ганною Нароніною

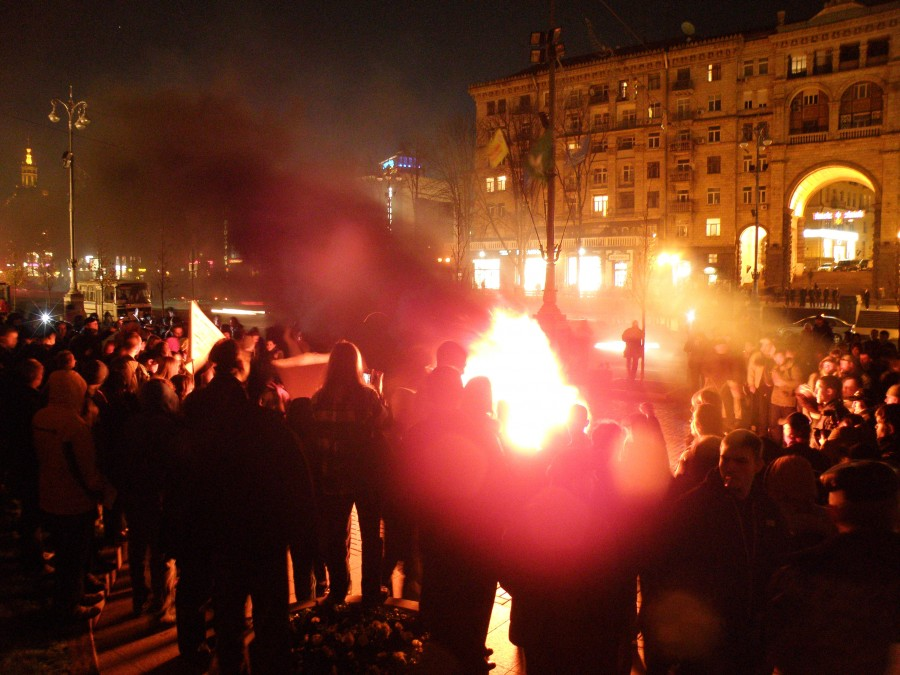
Палаючі шини на Хрещатику

«Шалені пасажири» — радикальна акція протесту проти підвищення тарифів на проїзд у громадському транспорті в Києві, яке відбулося 4 листопада 2008 року. Протест було вирішено робити ввечері 9 листопада. Організатори акції декларували свою аполітичність та позапартійність. По факту, це був колектив позапарламентських лівих, який на той час було згуртовано довкола антизабудовних протестів та ініціативи «Збережи старий Київ». Автор назви — журналіст і соціальний активіст Віталій Атанасов. Ініціативу названо так на честь одного з ініціаторів та організаторів акції на прізвисько «Шалений». Вперше в Києві було використано палаючі шини, що пізніше стануть візитною карткою протестів на вулиці Грушевського під час «Євромайдану». Їх було пофарбовано в світло-синій колір — так, як на той час виглядали жетони в метро. Захід проходив під соціальними та антикапіталістичними гаслами («Хай платять багаті!», «Безкоштовний проїзд» тощо).

## Перебіг протесту
Розпочалася акція біля головного входу на станції метро «Хрещатик», де до неї незаплановано долучилися активістки FEMEN. Це також пов'язано з тим, що основне місце, на якому було заплановано проведення акції, було зайняте активістами організацій з сумнівною, на думку організаторів, репутацією. Зокрема, мова йде про КПУ, КУПР тощо. Вважалося, що таким чином тодішній мер Леонід Черновецький намагався дискредитувати протест та загасити резонансну тему. Вдосталь помітингувавши та зібравши великий натовп, «Шалені пасажири» почали заходити на станцію «Хрещатик» та, перестрибуючи через турнікети, кататися на ескалаторі, вигукувати гасла та закликати всіх, хто проїжджав, до протестів проти підвищення тарифів на проїзд. Протестний настрій так передався натовпу, що люди почали активно долучатися. Працівники міліції та чергові метрополітену, не в змозі дати раду натовпу, відключили турнікети, влаштувавши таким чином «тарифний комунізм». Досягнувши цього, «Шалені пасажири» взяли принесені шини та перемістилися під будівлю КМДА. Там шини підпалили та почали мітингувати, водячи довкола багаття хоровод. Тим часом керівництво міста разом з міліцією ухвалило рішення вимкнути все світло на Хрещатику, сподіваючись, що це змусить протестувальників розійтись. Це викликало аварійну ситуацію на самому Хрещатику, в результаті чого було пошкоджено яскраво-жовтий спортивний автомобіль.
Для працівників спецпідрозділу міліції «Беркут», що, очікуючи наказу знаходився в своєму автобусі, це стало командою до дій. Він почав десантовуватися з автобусу, через що частина протестувальників почала розбігатися. Тих хто тікав, міліціонери наздоганяли та затримували. Частину затриманих протестувальників вдалося відбити. Інші були доставлені в столичні райвідділи міліції. Серед них виявилися журналіст «Української правди» Віталій Селик, журналіст Мілан Лєліч, програміст Сергій Кутній та ще ряд осіб. Наступного дня Шевченківський районний суд присудив до адміністративної відповідальності. Жодного організатора та активіста «Шалених пасажирів» затримано та засуджено не було.
Акція отримала значний медіа-резонанс. Після неї в справу втрутився Антимонопольний комітет, і після його розслідування тарифи, хоч і не знизили до старої ціни в 50 коп., але поставили так звану ціну собівартості — 1 грн. 70 коп., як і понизили до півтори гривень раніше підняту ціну на наземний транспорт (трамваї, тролейбуси, автобуси).